# Ptochophyle sanguinolenta
Ptochophyle sanguinolenta là một loài bướm đêm trong họ Geometridae.